# Tempo di rilassamento longitudinale

Grafico che mostra il rilassamento T_{1} (o rilassamento longitudinale)

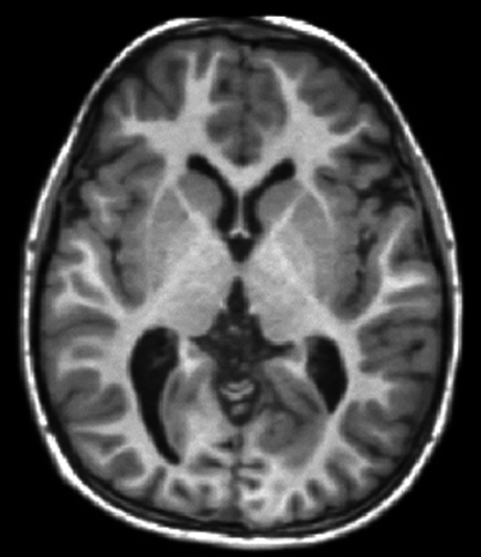
Immagine ottenuta tramite risonanza magnetica dell'encefalo con pesatura in T_{1}.

Il tempo di rilassamento longitudinale o rilassamento spin-reticolo o spin-lattice relaxation o T1 è una costante di tempo della risonanza magnetica nucleare, che è un fenomeno della fisica nucleare sfruttato per tecniche d'indagine della materia, anche in campo biomedico a scopo diagnostico.

## Descrizione
Il segnale raccolto al termine dell'irraggiamento dei nuclei con onde elettromagnetiche è costituito da onde aventi la medesima frequenza caratteristica della precessione nucleare. L'andamento del tempo di questo segnale è determinato da due costanti di tempo chiamate T1 e T2.
Se si perturba un campo magnetico con una magnetizzazione longitudinale, a 180°, i nuclei atomici immersi nel campo invertiranno il proprio vettore di magnetizzazione, fenomeno che avviene in aumento nel corso del tempo.
In ogni momento l'apparecchio RMN misura i valori della magnetizzazione residua a un determinato tempo di eco (TE) dal quale, mediante una formula esponenziale, risulta facile risalire al valore di T1. La scelta del tempo TE è molto importante, poiché ne viene il contrasto che l'immagine può ottenere. In genere T1 ha un tempo più lento rispetto a T2 poiché, essendo incrementale, occorre un tempo sufficientemente lungo per permetterne l'apprezzamento (ma non troppo lungo da eliminare il contrasto).
Essendo la formula di T1 esponenziale, si dice comunemente che il T1 di una sostanza è pari al tempo impiegato a riportare la sua magnetizzazione longitudinale al 63,21% del suo valore originario (essendo 1-e-1≈0.6321). Inoltre, T1 dipende non dall'omogeneità del campo, come T2, ma dalla sua intensità: ciò significa che aumentando questa, migliora la qualità dell'immagine. T1 sarà quindi sempre maggiore di T2.
Da un punto di vista chimico il T1 di una sostanza è determinato dalla libertà di movimento delle molecole in essa contenute: T1 è elevato per acqua e fluidi acquosi fermi, a causa della scarsa interazione fra le molecole; è elevato anche per le strutture solide, nei quali i rigidi legami intermolecolari ostacolano un'efficiente interazione energetica; è breve per le soluzioni e i parenchimi, in relazione comunque alla quantità di acqua; è minimo per i tessuti adiposi. T1 permette quindi una brillante differenziazione dei tessuti a simile densità ma con contenuto fisico chimico diverso, presentando immagini ben contrastate.

## Confronto tempi di T1e T2
Di seguito sono riportati esempi di tempi di rilassamento longitudinale e trasversale per alcuni tessuti biologici (il tempo T1 è riferito ad un campo magnetico statico di 1,5 T):
| Tessuto biologico      | T2   | T1 (a 1,5 T) |
| ---------------------- | ---- | ------------ |
| Sostanza grigia        | 101  | 920          |
| Sostanza bianca        | 76   | 780          |
| Liquido cerebrospinale | 1660 | 3270         |
| Muscoli scheletrici    | 47   | 860          |
| Cuore                  | 57   | 860          |
| Fegato                 | 43   | 520          |
| Reni                   | 58   | 1220         |
| Milza                  | 62   | 1070         |
| Grasso sottocutaneo    | 85   | 230          |